# Paso Hospital
Paso Hospital é uma localidade uruguaia do departamento de Rivera, na zona norte do departamento. Está situada a 144 km da cidade de Rivera, capital do departamento.

## Toponímia
O nome da localidade vêm do Arroyo Hospital. 

## População
Segundo o censo de 2011 a localidade contava com uma população de 295 habitantes.
| Variação demográfica do município entre 2004 e 2011 |
|                                                     |

## Geografia
Paso Hospital se situa próxima das seguintes localidades: ao noroeste, Arroyo Blanco, a oeste, Vichadero e ao norte, a fronteira com o estado do Rio Grande do Sul (Bagé).

## Autoridades
A localidade é subordinada diretamente ao departamento de Rivera, não sendo parte de nenhum município riverense.

## Religião
A localidade possui uma capela "São José", subordinada à paróquia "Maria Auxiliadora" (cidade de Vichadero), pertencente à Diocese de Tacuarembó

## Transporte
A localidade possui o seguinte rodovia:
- Ruta 06, que liga Montevidéu à cidade, continuando até a Fronteira Brasil-Uruguai - e a uma estrada que continua até a cidade gaúcha de Bagé - (Arroio São Luís) [8][9][10]